# Linhenykus monodactylus
Linhenykus monodactylus es la única especie conocida del género extinto Linhenykus  de dinosaurio terópodo alvarezsáurido que vivió a finales del período Cretácico, hace aproximadamente 80 millones de años, durante el Campaniense en lo que es hoy Asia.

## Descripción
Linhenykus era de pequeño tamaño, con una longitud de unos 70 cm. El fémur mide sólo 7 cm. Los alvarezsáuridos tienen las extremidades anteriores cortas con el segundo dedo mucho más desarrollado. Aunque antes se creía que tenían un solo dedo, se ha comprobado que la mayoría de las especies sí tenían los dedos primero y tercero, aunque muy reducidos. Linhenykus es el primero que tiene realmente un solo dedo en las manos. Aunque existe un tercer metacarpiano reducido, las falanges de los dedos primero y tercero estaban probablemente ausentes. A pesar de que Linhenykus tenía los dedos más reducidos que cualquier otro alvarezsáurido, los análisis cladísticos han demostrado que era un miembro basal de la familia.

## Descubrimiento e investigación

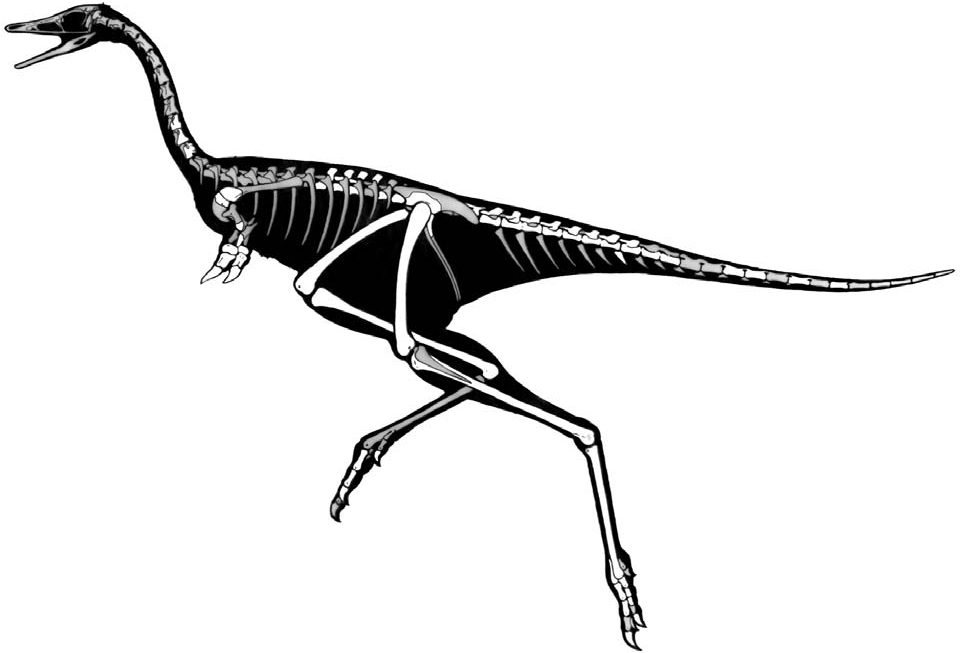
Restauración esquelética, mostrando partes conocidas en blanco

El fósil de Linhenykus fue hallado por Jonah Choiniere y Michael Pittman en la Formación Wulansuhai de Mongolia Interior en China, que data del Campaniense Superior, hace 84-75 millones de años. Se conoce un esqueleto parcial (holotipo IVPP V17608) que incluye vértebras cervicales, dorsales, sacras y caudales, patas anteriores, patas posteriores y pelvis. El género fue nombrado y descrito en 2011 en la revista científica estadounidense Proceedings of the National Academy of Sciences por Xu Xing, Corwin Sullivan, Michael Pittman, Jonah Choiniere, David Hone, Paul Upchurch, Tan Qingwei, Xiao Dong, Lin Tan y Han Fenglu. El nombre del género deriva de Linhe, una ciudad cercana al yacimiento donde se encontró y del griego onyx, uña. Su nombre deriva del único dedo que tenía en cada mano mono, uno, daktylos, dedo.
El fósil de Linhenykus fue recolectado por Jonah N. Choiniere y Michael Pittman de la formación Wulansuhai del Cretácico Tardío de Nei Mongol, China. Las correlaciones bioestratigráficas y litográficas sugieren que la formación data de la etapa de Campania, 84-75 millones de años. Linhenykus se conoce actualmente por un esqueleto parcial, holotipo IVPP V17608, que incluye vértebras cervicales, dorsales, sacras y caudales, extremidades anteriores, extremidades posteriores y pelvis, y una muestra completa del pie. El género fue descrito y nombrado por primera vez en las Actas de la Academia Nacional de Ciencias por Xu Xing , Corwin Sullivan, Pittman, Choiniere, David Hone, Paul Upchurch, Tan Qingwei, Xiao Dong, Lin Tan y Han Fenglu en 2011.  En 2013, se publicó una monografía osteológica del género que incluía un análisis cuantitativo de biogeografía alvarezsauroide. Este último encontró reconstrucciones biogeográficas estadísticamente significativas que sugieren un papel dominante para los eventos simpáticos, combinados con una mezcla de vicariancia, dispersión y extinción regional.

## Clasificación
Es el miembro conocido más basal de la subfamilia Parvicursorinae. Se ha sugerido que Linhenykus puede ser un sinónimo más moderno de Parvicursor, pero esta interpretación fue rechazada por los autores originales y no ha sido adoptada en investigaciones posteriores sobre alvarezsauroides.

### Filogenia
El siguiente cladograma muestra la posición filogenética entre los álvarezsauridos después de Makovicky, Apesteguía y Gianechini de 2012.

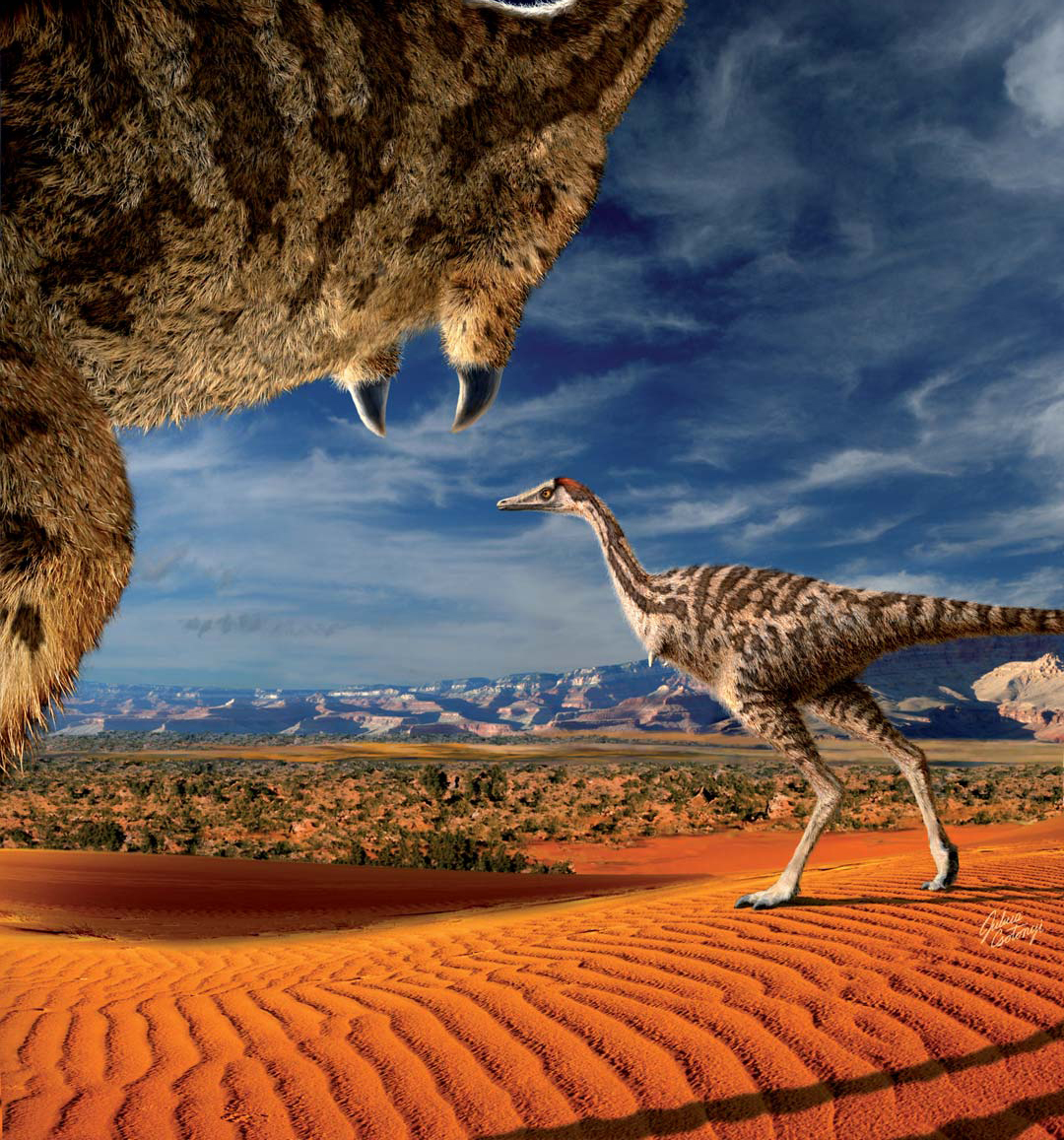
Reconstrucción de Linhenykus en su árido entorno de vida del Campaniano por Julius Csotonyi

|  | Albinykus baatar  |
|  |                   |
|  | Xixianykus zhangi |
|  |                   |

|  | Mononykus olecranus |
|  |                     |
|  | Shuvuuia deserti    |
|  |                     |

|  | Albinykus baatar  |
|  |                   |
|  | Xixianykus zhangi |
|  |                   |

|  | Mononykus olecranus |
|  |                     |
|  | Shuvuuia deserti    |
|  |                     |

|  | Albinykus baatar  |
|  |                   |
|  | Xixianykus zhangi |
|  |                   |

|  | Mononykus olecranus |
|  |                     |
|  | Shuvuuia deserti    |
|  |                     |

|  | Albinykus baatar  |
|  |                   |
|  | Xixianykus zhangi |
|  |                   |

|  | Mononykus olecranus |
|  |                     |
|  | Shuvuuia deserti    |
|  |                     |

|  | Albinykus baatar  |
|  |                   |
|  | Xixianykus zhangi |
|  |                   |

|  | Mononykus olecranus |
|  |                     |
|  | Shuvuuia deserti    |
|  |                     |

|  | Albinykus baatar  |
|  |                   |
|  | Xixianykus zhangi |
|  |                   |

|  | Mononykus olecranus |
|  |                     |
|  | Shuvuuia deserti    |
|  |                     |

|  | Albinykus baatar  |
|  |                   |
|  | Xixianykus zhangi |
|  |                   |

|  | Mononykus olecranus |
|  |                     |
|  | Shuvuuia deserti    |
|  |                     |

|  | Albinykus baatar  |
|  |                   |
|  | Xixianykus zhangi |
|  |                   |

|  | Mononykus olecranus |
|  |                     |
|  | Shuvuuia deserti    |
|  |                     |

|  | Albinykus baatar  |
|  |                   |
|  | Xixianykus zhangi |
|  |                   |

|  | Mononykus olecranus |
|  |                     |
|  | Shuvuuia deserti    |
|  |                     |

|  | Albinykus baatar  |
|  |                   |
|  | Xixianykus zhangi |
|  |                   |

|  | Mononykus olecranus |
|  |                     |
|  | Shuvuuia deserti    |
|  |                     |

|  | Albinykus baatar  |
|  |                   |
|  | Xixianykus zhangi |
|  |                   |

|  | Mononykus olecranus |
|  |                     |
|  | Shuvuuia deserti    |
|  |                     |

|  | Albinykus baatar  |
|  |                   |
|  | Xixianykus zhangi |
|  |                   |

|  | Mononykus olecranus |
|  |                     |
|  | Shuvuuia deserti    |
|  |                     |

|  | Albinykus baatar  |
|  |                   |
|  | Xixianykus zhangi |
|  |                   |

|  | Mononykus olecranus |
|  |                     |
|  | Shuvuuia deserti    |
|  |                     |

|  | Albinykus baatar  |
|  |                   |
|  | Xixianykus zhangi |
|  |                   |

|  | Mononykus olecranus |
|  |                     |
|  | Shuvuuia deserti    |
|  |                     |

|  | Albinykus baatar  |
|  |                   |
|  | Xixianykus zhangi |
|  |                   |

|  | Mononykus olecranus |
|  |                     |
|  | Shuvuuia deserti    |
|  |                     |

|  | Albinykus baatar  |
|  |                   |
|  | Xixianykus zhangi |
|  |                   |

|  | Mononykus olecranus |
|  |                     |
|  | Shuvuuia deserti    |
|  |                     |